# Alessandro Marverti
Alessandro Marverti (Roma, 13 ottobre 1985) è un attore italiano.

## Biografia
Alessandro Marverti nasce a Roma e, dopo avere frequentato l'Accademia nazionale d'arte drammatica, coltiva parallelamente sia l'attività in teatro che nel cinema e televisione. Infatti, tra il 2008 ed il 2010, si mette in evidenza recitando, nella serie televisiva Romanzo criminale, interpretando il ruolo di Gigio il fratello del Freddo, uno dei capi della banda della Magliana. 
Sempre nel 2010 collabora con Ascanio Celestini nel film La pecora nera, che sarà in concorso alla 67ªedizione del Festival di Venezia.
Nel 2011 lavora con Samuele Rossi per la realizzazione del film drammatico La strada verso casa, di cui è protagonista insieme a Giorgio Colangeli, presentato in anteprima al Festival internazionale del Cinema di Roma e nel 2012 prende parte alla docufiction storica, prodotta da Sky Italia in occasione dell'inaugurazione del nuovo canale  Sky Arte, Michelangelo - Il cuore e la pietra per regia di Giacomo Gatti nel ruolo di Raffaello Sanzio. 
È questo il periodo in cui avviene l'incontro artistico con Mattia Torre, Giacomo Ciarrapico e Massimiliano Bruno. Incontro che darà vita a numerose performance teatrali. 
Nel 2016 partecipa al film L'Abbiamo Fatta Grossa per la regia di Carlo Verdone e torna sul piccolo schermo con la Miniserie Rai Luisa Spagnoli con la regia di Lodovico Gasparini.
Nel 2018 si specializza in "Acting for Film" presso la New York Film Academy.
Nel 2020, raggiunge le 200 repliche teatrali con lo spettacolo Che disastro di commedia, versione italiana dell'opera inglese The Play That Goes Wrong, già vincitore di numerosi primi come l' Olivier Awards; e torna in tv con la serie Passeggeri Notturni tratta dai racconti di Gianrico Carofiglio con la regia di Riccardo Grandi, presente sulla piattaforma RaiPlay. Mentre al cinema è diretto da Gabriele Muccino nel film Gli Anni Più Belli.

## Filmografia

### Cinema
- La pecora nera, regia di Ascanio Celestini (2010)
- Maledimiele, regia di Marco Pozzi (2010)
- La strada verso casa, regia di Samuele Rossi (2011)
- Maremmamara, regia di Lorenzo Renzi (2016)
- L'abbiamo fatta grossa, regia di Carlo Verdone (2016)
- Gli Anni Più Belli, regia di Gabriele Muccino (2020-2021)

### Televisione
- Romanzo criminale - La serie, regia di Stefano Sollima (2008-2010)
- Michelangelo - Il cuore e la pietra, regia di  Giacomo Gatti (2012)
- Luisa Spagnoli, regia di Lodovico Gasparini (2016)
- Passeggeri Notturni, regia di Riccardo Grandi (2020)

## Teatro
- Le tre sorelle di Anton Čechov, Regia V. Esposito (2006)
- Studio su Amleto, Regia V. Esposito (2007)
- Trilogia d'Ircana, Regia L. Salveti (2007)
- La città dolente, Regia V. Esposito (2008)
- Gadda vs Jenet, Regia F. Cavalli (2008)
- Lunanzio e Lusilla all'Inferno, di L. Fabiani (2009)
- I Ponti di Madison County, Regia L. Salveti (2009)
- I suggeritori, di Dino Buzzati (2009)
- Troilo Vs Cressida, Regia P. Maccarinelli (2010)
- Killer Joe di Tracy Letts, Regia M. Farau (2010)
- Come Lui mentì al Marito di Lei, Regia L. Bargagna (2011)
- La Bottega del Caffè, Regia L. Bargagna (2011)
- Potere alle parole, Regia M. Bruno (2011)
- Le mattine dieci alle quattro, Regia Luca De Bei (2012)
- Problemi, testi di Giacomo Ciarrapico e Mattia Torre (2012)
- È andata così, Testo Giacomo Ciarrapico Regia Claudio Boccaccini (2013)
- Mina e la chiave di Barbablù, Regia Alessandro Marverti e Arianna Mattioli (2014)
- Nessuno muore, Regia Luca De Bei (2015)
- L'amore è una sostanza stupefacente, Regia di Alessandro Bardani (2016)
- Che disastro di commedia , regia di Mark Bell (2016-2020)
- Che disastro di Peter Pan, regia di Adam Megiddo (2020-2021)

## Cortometraggi
- Liberiamo qualcosa, Regia Guido Tortorella (2008)
- I lacci rossi, regia di Simone Valentini (2016)
- Pipinara, regia Ludovico Di Martino (2017) [2]